# Faro di Créac'h
Il faro di Créac'h (parola che in bretone significa promontorio), situato sull'isola di Ouessant in Bretagna (Francia), è stato costruito nel 1863 ed è alto 53 m.
È situato sulla punta nord occidentale dell'isola e guida le navi nel pericoloso e trafficato tratto di Atlantico che diventa, da quel punto, Canale della Manica. Per questo motivo è molto potente ed effettivamente è il faro con la maggiore portata luminosa d'Europa: è visibile fino ad una distanza di 32 miglia marine, circa 61 km.
Al suo interno si trova il computer che regola e controlla l'attività degli altri fari presenti sull'isola: Nividic, La Jument, Kéreon, Stiff e Pierres Noires.
Nella sua vecchia centrale elettrica (situata alla base dell'edificio) è stato creato nel 1988 il Museo dei Fari e delle Boe il Musée des Phares et des Balises
Dal faro di Créac'h è controllato a distanza il faro dell’Île Vierge, nel Finistère.

## Collegamenti esterni

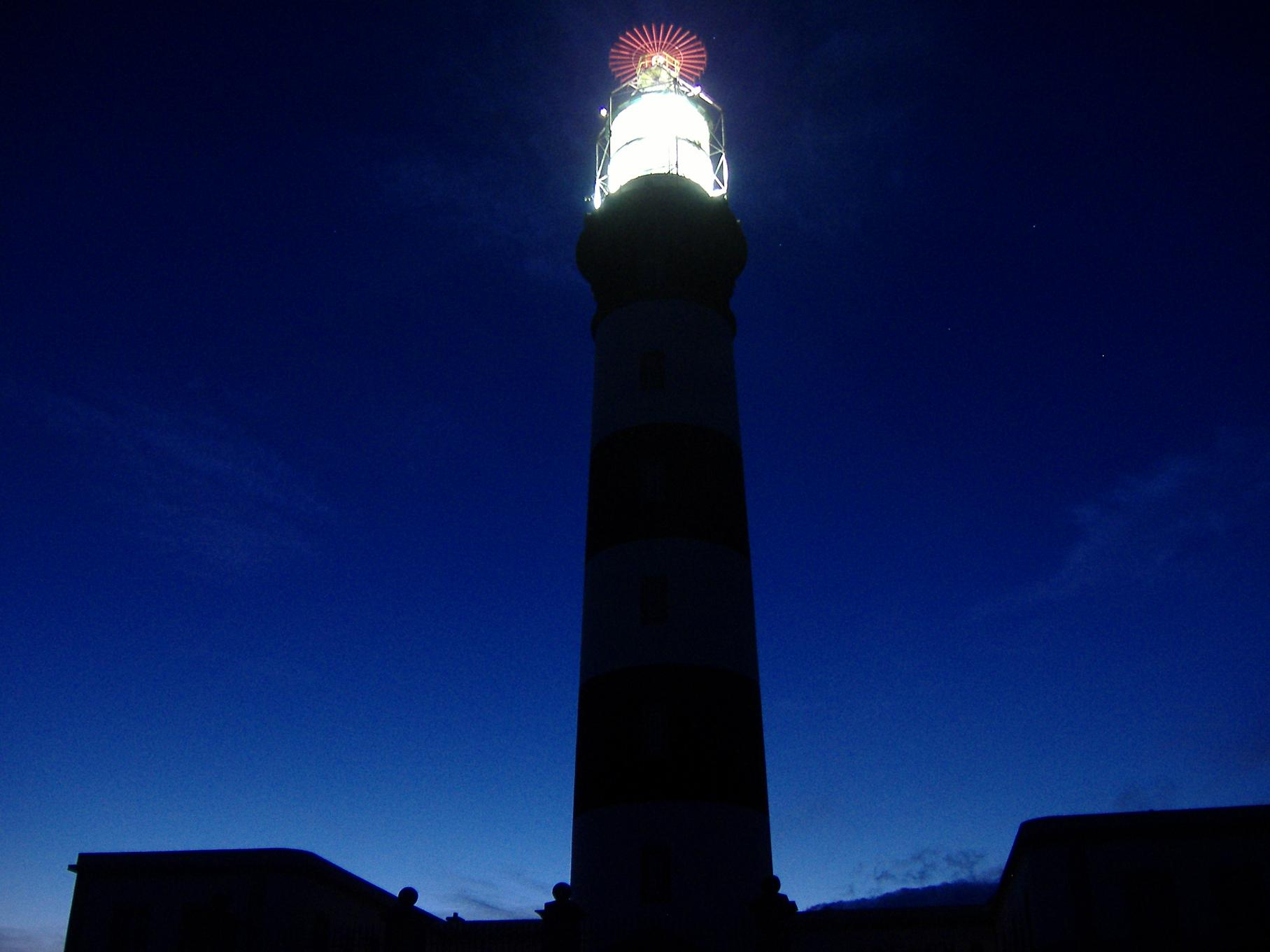
Créac'h in funzione